# Saison 1 de Sliders
Chronologie
Saison 2
Cet article présente le guide des épisodes de la première saison de série télévisée américaine Sliders : Les Mondes parallèles.

## Épisodes
La liste ci-dessous est présentée selon la chronologie des événements de la série. Elle ne respecte pas forcément, l'ordre de diffusion des épisodes. Ainsi Un monde hippie (Summer of Love) a été diffusé comme 5e épisode alors que son intrigue suit chronologiquement celle du double épisode-pilote Le Monde selon Lénine.

### Épisodes 1 et 2:Le Monde selon Lénine (1reet2epartie)
- Titre original : Pilot
- Numéro(s) : 1 (1-01) et 2 (1-02)
- Scénariste : Tracy Tormé et Robert K. Weiss
- Réalisateur : Andy Tennant
- Diffusion(s) :
  -  États-Unis : 22 mars 1995 sur le réseau FOX
  -  France : 16 avril 1996 sur M6
- Résumé :

Quinn Mallory se réveille et découvre qu’il est en retard pour l’université. Avant d’y aller, il jette un coup d’œil au vortex qu’il a créé dans son sous-sol. Il utilise ensuite son magnétoscope afin de visionner des vidéos datant des 13 et 21 septembre. En arrivant à l’université où enseigne son professeur de physique, Maximilian Arturo, il discute avec quelques amis puis part chez Doppler (où il retrouve Wade, sa meilleure amie d’enfance). En rentrant chez lui, Quinn enregistre encore deux vidéos datant du 25 septembre puis du 26 où il explique les théories du minuteur qu’il a conçu pour le vortex. Le 27 septembre, le jour anniversaire de sa mère, il embarque pour la première fois seul en réglant son minuteur sur 15 minutes. Il croit avoir échoué mais il arrive dans un monde où les feux de circulation routière sont inversés, où Elvis Presley, John Fitzgerald Kennedy et Marilyn Monroe sont encore vivants et où sa mère s’est remariée avec Jake le jardinier dont elle attend un enfant, tandis que les CD font place aux disques vinyle et que la terre est menacée par un refroidissement. Rentré dans son propre monde, Quinn est impatient de faire preuve de sa découverte au professeur Arturo, mais celui-ci se montre étrangement vexé et refuse de lui adresser la parole. Lorsqu’il retrouve Wade chez Doppler, Quinn apprend qu’il a perdu son travail et qu’il l’a embrassée. En réalité, un de ses doubles vient le prévenir qu’il est la cause de tout cela et lui donne même quelques conseils avec le minuteur, mais il part sans l’avertir de ne pas toucher à la reconfiguration de l’appareil. Le soir, Arturo et Wade se rencontrent en rendant visite à Quinn qui leur fait part de sa découverte.
Pendant ce temps, Rembrandt Brown, un chanteur à la carrière un peu minable, surtout depuis qu'il a dissous son groupe, les Spinning Topps, espère la relancer en allant chanter l’hymne national sur un stade. Lui et sa Cadillac rouge sont avalés par le vortex de Quinn qui avait augmenté la puissance de son appareil. Tous quatre arrivent dans un monde polaire et pour ne pas être détruit par une tornade, Quinn est obligé de réactiver son minuteur et les glisseurs arrivent dans un parc et se croient rentrés chez eux, même s'ils ne comprennent pas pourquoi ils ne se trouvent pas dans le sous-sol de Quinn. Rembrandt quitte le groupe pour rattraper son retard et prend un taxi. Mais il est surpris d’entendre une hymne aussi différent de celui qu’il connaissait.  Lorsque le chauffeur lui demande un billet pour le péage, il donne un dollar et est alors emmené en prison car il est accusé d’être un provocateur capitaliste, opposé aux communistes au pouvoir. Wade se rend compte elle aussi du problème lorsqu’elle doit passer un appel téléphonique. Arturo et Quinn se rendent compte qu’ils sont sur un monde où la Guerre froide se déroule à l’envers : les Soviétiques sont sur le point de gagner, contrairement aux Américains qui perdent. Le double de Wade, un soldat Américain, meurt pendant une tentative d'évasion du goulag dans lequel elle était incarcérée, tandis que le professeur Arturo prend la place de son double, un général inféodé aux Soviétiques. Le groupe libère Rembrandt et s’enfuit dans le vortex. Ils arrivent chez eux et sont très heureux d’avoir pu retourner sur leur Terre. Le problème, c’est que le père de Quinn, qui en fait s'était fait renverser par une voiture il y a dix ans environ, est toujours vivant …
- Commentaires :
  - La Terre d'origine de Quinn n'est pas ce qu'il croit être car dans les épisodes suivants s'y déroulent des évènements que nous n'avons pas constatés, comme l'invasion des Kromaggs.
  - Le double de Quinn qui lui donne quelques conseils avec le minuteur revient dans l'épisode un monde de brume (saison 3, épisode 21).
  - Jason Gaffney (Conrad Bennish Jr.) apparaît dans cet épisode.
  - Gary Jones (Michael Hurley) apparaît dans cet épisode.
- Erreurs et incohérences :
  - Lorsque le double de Quinn apparait dans le sous-sol, celui-ci dit qu'il s'agit de sa huitième glisse. Or, lorsque Wade parle avec le professeur Arturo, elle lui dit que le double de Quinn a glissé presque une douzaine de fois. S'agit-il d'une erreur de traduction seulement présente dans la version française de l'épisode?
  - Lors de la scène finale de l'épisode, nos glisseurs dinent tous ensemble en compagnie de la mère de Quinn. Sachant que le père de Quinn, vivant dans ce monde, devait rentrer diner, comment se fait-il que la mère de Quinn n'ait pas disposé de couverts ni d'assiette en ce sens? Cela aurait permis à Quinn de demander qui d'autre est attendu pour le repas, et sa mère l'aurait alors informé de la venue de Michael Mallory. Cette information aurait peut-être permis aux glisseurs de comprendre plus tôt qu'ils n'étaient pas dans leur monde.

### Épisode 3:Un monde hippie
- Titre original : Summer of Love
- Numéro(s) : 3 (1-03)
- Scénariste : Tracy Tormé
- Réalisateur : Mario Azzopardi
- Diffusion(s) :
  -  États-Unis : 19 avril 1995 sur le réseau FOX
  -  France : 13 août 1996 sur M6
- Résumé :

Bennish, qui se trouve sur le monde d’origine des glisseurs, est interrogé par le FBI car il est soupçonné d’être impliqué dans la disparition des glisseurs. Ceux-ci, qui se trouvent sur une terre peuplée de guêpes-araignées, ont un problème avec le minuteur qui ne fonctionne plus. Wade et Rembrandt parviennent à sauter dans un vortex mais Quinn et le professeur sont obligés d’en activer un autre. Sans le savoir, les glisseurs atterrissent tous les quatre dans le même monde mais ils sont séparés en deux groupes. Ainsi, sur une terre hippie où la révolution sexuelle se poursuit, où l'Australie du Nord est en guerre contre celle du Sud et où Oliver North est président, Wade est prise pour une prophète voyageant de monde en monde. Rembrandt, lui, cherche à savoir s'il existe un autre Rembrandt dans ce monde et se fait passer pour lui sans savoir que son double (présumé mort) est le frère d’un vantard agaçant, le mari d’une femme acariâtre et le père d’un adolescent insolent. Quinn et le professeur, de leur côté, tentent de réparer le minuteur tout en essayant d’échapper aux autorités locales qui les prennent pour des anarchistes…
- Commentaires : 
  - Bien qu'il soit diffusé comme cinquième épisode, il est en réalité le troisième de la série dans l'ordre chronologique.
  - Jason Gaffney (Conrad Bennish Jr.) apparaît dans cet épisode.
  - Les personnes du FBI qui interrogent Quinn et Arturo sont les mêmes que celles qui interrogeaient Bennish.
  - Une scène coupée de cet épisode nous explique le fonctionnement du minuteur : en effet, dans l'épisode 1, Quinn active le Minuteur trop tôt, provoquant ainsi un dysfonctionnement particulièrement grave, puisqu'il empêche les Glisseurs de contrôler l'arrivée de leur prochaine glisse. Dans toute la suite de la série, les Glisseurs doivent constamment surveiller leur "fenêtre d'opportunité", sous peine de rester coincés pendant 29 ans dans le monde qu'ils occupent à ce moment-là.
  - À la fin de l'épisode, pourquoi ne peuvent-ils donc plus activer le Minuteur prématurément, comme ils l'avaient fait dans le Pilote et dans le monde des guêpes-araignées[2]?
- Erreurs et incohérences :
  - Lorsque Wade demande quelles sont leurs chances de rentrer dans leur monde d'origine, Quinn lui répond: "Personne ne sait combien de terres parallèles il y a ; il y en a peut-être 6, 600 ou peut-être 6 millions". Or, il est impossible qu'il n'y ait que 6 terres parallèles pour les raisons suivantes:

1. Dans cet épisode, il s'agit du 7ème monde visité par les glisseurs: leur monde d'origine, le monde des feux de signalisation inversé visité par Quinn pour sa première glisse, le monde polaire, le monde dominé par les Russes, le monde où le père de Quinn est toujours vivant, le monde des araignés-guêpes, et enfin le monde hippie. Il existe donc au minimum 7 terres parallèles;
2. Lors de l'épisode pilote "un monde selon Lénine", le double de Quinn, qui a résolu l'équation de la glisse, dit avoir glissé huit fois. Il existerait donc au minimum 8 terres parallèles différentes.

### Épisode 4:Un monde très «British»
- Titre original : Prince of Wails
- Numéro(s) : 4 (1-04)
- Scénariste : Lee Goldberg et William Rabkin
- Réalisateur : Felix Enriquez Alcala
- Diffusion(s) :
  -  États-Unis : 12 avril 1995 sur le réseau FOX
  -  France : 27 août 1996 sur M6
- Résumé :

Les glisseurs arrivent sur une Terre où les États-Unis ne semblent pas avoir connu la guerre d’indépendance. Conséquence : les États-Unis sont en fait les États-Unis Britanniques d’Amérique. Arturo se fait alors passer pour son double, un shérif qui a prévu d’assassiner le prince Harold, le dernier prétendant au titre. Le problème, c’est que le prince Harold tombe amoureux de Wade…
- Commentaires : 
  - L'histoire commence dans le monde submergé de la fin de l'épisode 3, ce qui en fait dans la chronologie de l'histoire l'épisode 4.
  - Gary Jones (Michael Hurley) apparaît dans cet épisode.

### Épisode 5:Un monde sans maladie
- Titre original : Fever
- Numéro(s) : 5 (1-05)
- Scénariste : Ann Powell et Rose Schacht
- Réalisateur : Mario Azzopardi
- Diffusion(s) :
  -  États-Unis : 29 mars 1995 sur le réseau FOX
  -  France : 9 janvier 1997 sur M6
- Résumé :

Après être restés sur une Terre où Quinn est multimillionnaire grâce au pétrole trouvé dans son sous-sol, les glisseurs arrivent dans un nouveau monde. Wade manque de se faire renverser par un camion, mais un inconnu la sauve. Pour le remercier, elle l’embrasse sur la joue, mais l’inconnu s’offusque étrangement. Peu après, les glisseurs s’en vont manger un morceau mais découvrent que le restaurant en question est un détecteur anti-maladie. Rembrandt voit le portrait de Quinn aux sanitaires et le groupe prend la fuite. Parti chercher de l’aspirine pour Wade avec le professeur, Quinn est emmené dans un laboratoire car on le prend pour son double. Toutefois, une jeune femme médecin l’aide car elle comprend qu’il ne s’agit pas du Quinn de ce monde et se demande pourquoi ce Quinn-ci n'est pas malade. Pendant ce temps, l’état de Wade empire. En fait, sur cette Terre, les antibiotiques n’ont jamais été inventés parce que la pénicilline n’a jamais été découverte. Par conséquent, les personnes ayant suffisamment d’argent disposent d’installations sanitaires mais les plus démunis meurent, faute d’avoir pu recevoir des soins. Le professeur Arturo fabrique un antibiotique à base de moisissures, le confie au double de Quinn, et les glisseurs parviennent à s’échapper mais se retrouvent dans un monde de cannibales.
- Commentaires :
  - Will Sasso (Gomez Calhoun) apparaît dans cet épisode.

### Épisode 6:La Fin du monde
- Titre original : Last Days
- Numéro(s) : 6 (1-06)
- Scénariste : Dan Lane
- Réalisateur : Michael Keusch
- Diffusion(s) :
  -  États-Unis : 5 avril 1995 sur le réseau FOX
  -  France : 20 août 1996 sur M6
- Résumé :

Les glisseurs arrivent dans un monde où il n’y a jamais eu de bombe atomique. Le problème est que dans deux jours, un gigantesque astéroïde s’écrasera sur cette Terre, alors que les glisseurs doivent y rester trois jours. Les gens vivent de manière différente ces derniers jours du monde : alcool, drogue, religiosité, sexe, suicide, etc.  Rembrandt est furieux contre Quinn et décide d’être seul. Après avoir marché dans la rue, il se fait inviter à une fête mais part avec la propriétaire des lieux servir de la nourriture aux nécessiteux dans une église lorsqu’il voit que la soirée tourne au désastre. Pendant ce temps, Quinn et Wade se rapprochent tendrement tandis qu’Arturo tente avec l’aide de Conrad Bennish, de fabriquer une bombe afin de stopper l’astéroïde.  Une fusée, contenant l'arme, est envoyée in extremis vers l'astéroïde, qui explose : la Terre est sauvée.  Alors que les glisseurs sont sur le point de quitter ce monde, le professeur Arturo se rend compte qu'il a perdu  les plans de l'arme nucléaire qu'il a fabriquée. La dernière image de l'épisode montre le jeune scientifique hippie tirant sur le monde en proclamant "y a pas intérêt à me chercher".
- Commentaires : 
  - Seul épisode de la série dont le titre en français ne commence pas par les mots « un monde ».
  - Jason Gaffney (Conrad Bennish Jr) apparaît dans cet épisode.
  - Avant-dernier épisode où apparaît Conrad Bennish. L'acteur fait une apparition lorsque les "glisseurs" sont prisonniers des Kromaggs sur la Terre 113 (saison 2, épisode 9).
  - On y apprend que Quinn aime la paléontologie.

### Épisode 7:Le Monde de l'intellect
- Titre original : Egghead
- Numéro(s) : 7 (1-07)
- Scénariste : Scott Smith Miller et Jacob Epstein
- Réalisateur : Timothy Bond
- Diffusion(s) :
  -  États-Unis : 26 avril 1995 sur le réseau FOX
  -  France : 27 août 1996 sur M6
- Résumé :

Les glisseurs arrivent sur une Terre où Quinn et Arturo sont des escrocs, mais sont célèbres pour avoir inventé la glisse. Afin de pouvoir (peut-être) rentrer chez eux, Quinn et le professeur empruntent l’identité de leurs doubles. Quinn est ainsi forcé de participer à un jeu télévisé sportif appelé « mindgame » mais son remplaçant contacte la mafia afin de le dissuader. Ainsi Quinn est victime d’un chantage : il ne joue pas et la mafia le laisse tranquille. Le problème, c’est que le coach compte énormément sur Quinn afin de gagner le titre de meilleure équipe du championnat : pendant ce temps, Arturo rencontre le double de sa femme, morte sur sa terre d’origine et tente de recoller les morceaux d’un couple brisé en enregistrant une cassette vidéo à l’attention de son double.
- Erreurs et incohérences :
  - Au début de l'épisode, lorsque Quinn donne une adresse au chauffeur de taxi, Rembrandt lui demande s'il s'agit de son lieu d'habitation. Or, Rembrandt était déjà allé chez Quinn à la fin de l'épisode pilote "Le monde selon Lénine partie 02", lorsque les glisseurs pensaient avoir retrouvé leur monde. Il est donc censé connaitre l'adresse de Quinn.
  - Lorsque Wade, Rembrandt et le professeur Arturo suivent le match de mindgame opposant l'équipe de Quinn à celle de Harvard, Rembrandt dit à Wade qu'il pense que l'équipe de Quinn ne gagnera pas le match car celle-ci est menée de très loin et qu'il ne reste que 32 secondes de jeu. Or, environ 1 minute plus tôt, les animateurs du jeu ont annoncé qu'il restait exactement 21 secondes avant la fin de la partie.

### Épisode 8:Un monde au féminin
- Titre original : The Weaker Sex
- Numéro(s) : 8 (1-08)
- Scénariste : Dawn Prestwich et Nicole Yorkin
- Réalisateur : Vern Gillum
- Diffusion(s) :
  -  États-Unis : 3 mai 1995 sur le réseau FOX
  -  France : 20 août 1996 sur M6
- Résumé :

Les glisseurs arrivent sur une Terre où les femmes ont pris le pouvoir en 1200 environ. En conséquence, elles occupent les métiers les plus valorisants tandis que les hommes, eux, sont relégués à des métiers de second rôle. Ils doivent rester six semaines dans ce monde. Wade parvient à trouver du travail en tant que conseillère pour le maire sortant Anita Ross, et Quinn est engagé dans un premier temps comme secrétaire mais il s'en va peu après. Arturo a alors une étrange idée : se faire élire premier homme maire de San Francisco. Les rédacteurs d'un magazine masculin sont intéressés par cette idée et décident de l'encourager.
Pendant ce temps Rembrandt, qui chante dans la rue, rencontre une femme qui lui dit qu'elle peut l'aider à enregistrer des disques, mais l'ancien amant de cette femme lui ouvre plus ou moins les yeux.
Arturo se rend compte que le soir de l'élection coïncide à peu près avec la glisse. Il décide dans un premier temps de pleurer lors d'un débat télévisé afin de perdre en popularité mais l'effet inverse se produit. Il va alors parier avec Wade que s'il perd, il sera son esclave dans le prochain monde. Les élections semblent donner raison à Wade, mais alors que les glisseurs ont atterri dans un monde paradisiaque, la population du monde qu'ils viennent de quitter s'aperçoit qu'il y a eu une erreur et qu'Arturo est le vainqueur de l'élection.

### Épisode 9:Un monde pour Rembrandt
- Titre original : The King is Back
- Numéro(s) : 9 (1-09)
- Scénariste : Tracy Tormé
- Réalisateur : Vern Gillum
- Diffusion(s) :
  -  États-Unis : 10 mai 1995 sur le réseau FOX
  -  France : 3 septembre 1996 sur M6
- Résumé :

Après s'être échappé d'une Terre où Quinn était sur le point d'être condamné à mort parce qu'il avait jeté de la peinture sur une autoroute, les glisseurs arrivent sur une Terre où Rembrandt est considéré comme un Dieu parce qu'il a accepté la proposition d'un célèbre imprésario qu'il a refusé sur notre monde. Rembrandt est très heureux mais le problème, c'est qu'il était censé être mort il y a huit ans. Les journalistes font sensation avec ce reportage mais Maurice Fish, un ancien choriste du groupe où Rembrandt jouait, tend un piège au charmeur : il l'assomme en lui faisant croire qu'il a retrouvé sa voiture. Quinn, Wade et Arturo vont tenter avec l'aide du double de Rembrandt, de retrouver leur ami. Rembrandt semble déterminé à prendre la place de son double, mais celui-ci revient sur sa décision, à la suite d'une remarque de Wade.
- Commentaires : 
  - C'est le premier épisode où Rembrandt tient un rôle vraiment important.
  - Clinton Derricks-Carroll tient pour la première fois le rôle du double de Rembrandt.
  - Lorsque le journaliste fait le reportage sur Rembrandt, il identifie le professeur Arturo comme étant Luciano Pavarotti et Quinn comme Jim Morrison.
  - Will Sasso (Gomez Calhoun) apparaît dans cet épisode.

### Épisode 10:Un monde parfait
- Titre original : Luck of The Draw
- Numéro(s) : 10 (1-10)
- Scénariste : Jon Povill
- Réalisateur : Les Landau (en)
- Diffusion(s) :
  -  États-Unis : 17 mai 1995 sur le réseau FOX
  -  France : 3 septembre 1996 sur M6
- Résumé :

Les glisseurs se trouvent sur une Terre où la population est très agréable et gentille. Il n'y a aucun problème de misère ou de guerre quelconque. Wade, Rembrandt, Quinn et le professeur Arturo sont accompagnés par un chien nommé Henry. Wade, Rembrandt et Arturo retirent de l'argent à un distributeur. Plus tard, Wade et Quinn vont faire du cheval tandis que le professeur qui pêche avec Rembrandt, se ridiculise. Wade apprend qu'elle a gagné à la loterie et elle fait la connaissance de deux autres gagnants : Ryan, qui tombe sous son charme et Julianne dont Rembrandt tombe amoureux. Mais Quinn et le professeur découvrent que les gens qui gagnent à la loterie sont en fait désignés pour être tués et faire de la place. Avec Ryan et Henry, les glisseurs sautent hors de cette terre, mais Quinn, qui reçoit une balle dans l'épaule, perd beaucoup de sang et s'évanouit.
- Commentaires : 
  - Nicholas Lea qui joue le rôle de Ryan a dû écourter son rôle et n'apparaît donc pas dans les épisodes suivant celui-ci. Il fait néanmoins une petite apparition dans le premier épisode de la saison 2 (Un monde mystique).